# Trozos de mi alma, vol. 2
Trozos de mi alma, vol. 2 es el nombre del séptimo álbum de estudio como solista grabado por el cantautor mexicano Marco Antonio Solís, Fue lanzado al mercado por la empresa discográfica Fonovisa el 26 de septiembre de 2006. Él álbum estuvo producido por el propio artista y coproducido por Pablo Aguirre. 7 años después de la secuela de Trozos de mi alma (1999). Él álbum fue nominado el Premio Grammy al Mejor Álbum Pop Latino en la 49°. anual de los Premios Grammy celebrada el domingo 11 de febrero de 2007.

## Lista de canciones
Todas las canciones escritas y compuestas por Marco Antonio Solís. 
| Trozos de mi alma, Vol. 2 |                             |                     |          |  |
| N.º                       | Título                      | Escritor(es)        | Duración |  |
| 1.                        | «Antes de que te vayas»     | Marco Antonio Solís | 4:15     |  |
| 2.                        | «Quién se enamoró»          | Marco Antonio Solís | 3:25     |  |
| 3.                        | «Te voy a esperar»          | Marco Antonio Solís | 3:44     |  |
| 4.                        | «Hay veces»                 | Marco Antonio Solís | 4:48     |  |
| 5.                        | «Pídemelo todo»             | Marco Antonio Solís | 3:40     |  |
| 6.                        | «Extrañándote»              | Marco Antonio Solís | 4:08     |  |
| 7.                        | «Dios bendiga nuestro amor» | Marco Antonio Solís | 3:54     |  |
| 8.                        | «Ojalá»                     | Marco Antonio Solís | 3:45     |  |
| 9.                        | «Yo creía qué si»           | Marco Antonio Solís | 4:56     |  |
| 10.                       | «No puedo olvidarla»        | Marco Antonio Solís | 4:04     |  |
| 41:24                     |                             |                     |          |  |

## Posicionamiento en listas
| Posicionamiento (2006)            | Mejor posición |
| --------------------------------- | -------------- |
| Estados Unidos (Billboard 200)    | 52             |
| Estados Unidos (Top Latin Albums) | 1              |
| Estados Unidos (Latin Pop Albums) | 1              |